# 四つ葉のクローバー (漫画)
『四つ葉のクローバー』（よつばのクローバー）は、聖鈴子による日本の漫画作品。ちゃおで1991年10月号から1992年12月号まで連載された。全4巻。

## ストーリー
経営難の貧乏探偵事務所である四つ葉のクローバー探偵事務所を経営する四葉春子、夏子、秋子、冬子の四つ子姉妹である四葉シスターズが事件を解決するため奔走する。

## 登場人物
四葉春子（よつばはるこ）
四葉姉妹の長女で四つ葉のクローバー探偵事務所社長。依頼人との交渉や面談なども行っている。性格はほかの姉妹同様、守銭奴かつ美食家で大食漢。武芸の達人であり、犯人との格闘で活躍する。
四葉夏子（よつばなつこ）
四葉姉妹の次女。四つ葉のクローバー探偵事務所では事務所スタッフに変装して働いている。性格はほかの姉妹同様、守銭奴かつ美食家で大食漢。運動神経抜群であり5分以上潜水できる。
四葉秋子（よつばあきこ）
四葉姉妹の三女。四つ葉のクローバー探偵事務所では事務所スタッフに変装して働いている。性格はほかの姉妹同様、守銭奴かつ美食家で大食漢。マジシャン並みに手先が器用であり、鍵開けなども簡単にできる。
四葉冬子（よつばふゆこ）
四葉姉妹の四女。四つ葉のクローバー探偵事務所では事務所スタッフに変装して働いている。性格はほかの姉妹同様、守銭奴かつ美食家で大食漢。記憶力に優れ、博学的な知識を有する。
大家（おおや）
四つ葉のクローバー探偵事務所が入るビルのオーナー。自分を出し抜き家賃を滞納し、踏み倒そうとする四つ子たちから取り立てようとするがいつも騙され回収できないでいる。